# گربه‌ماهی شیشه‌ای
گربه‌ماهی شیشه‌ای یا کت‌فیش شیشه‌ای (نام علمی: Kryptopterus vitreolus) که معمولاً با نام گربه شیشه2ای و گربه‌ماهی شبح شناخته می‌شود، گونه کوچکی از گربه ماهی‌های شیشه‌ای با بدن نیمه‌شفاف است از خانواده اسبله ماهیان است که به صورت اجتماعی زندگی می‌کند. معمولاً در تجارت آکواریوم دیده می‌شود، این گونه به لحاظ طبقه‌بندی رسمی دچار اختلاف بود، اما در سال ۲۰۱۳ این قضیه حل شد. گربه‌ماهی‌های شیشه‌ای بومی تایلند و در رودخانه‌ها و نهرهای جنوب تنگه کرا که به خلیج تایلند و حوضه رودخانه در کوه‌های هل می‌ریزند زندگی می‌کنند. همچنین گزارش‌های تأیید نشده‌ای از مشاهده این گونه در شبه جزیره پنانگ مالزی وجود دارد.

## در اسارت

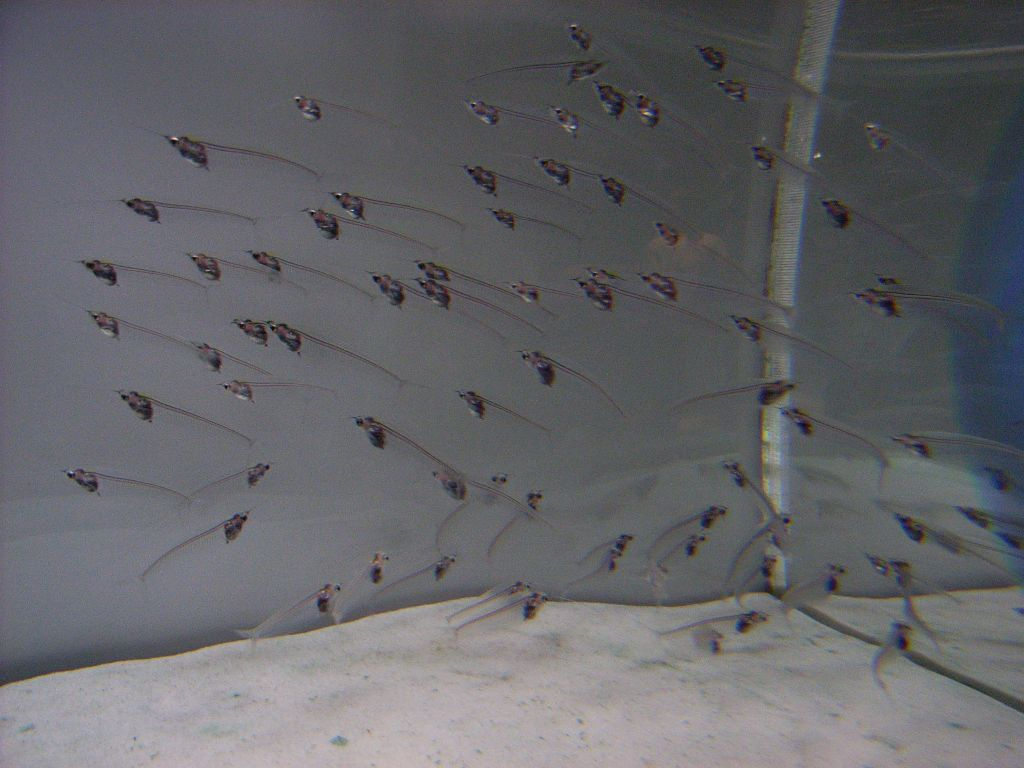
گروه آموزش گربه‌ماهی شیشه‌ای

تجارت آکواریوم این گونه به‌طور کلی بر روی نمونه‌های صیدشده وحشی استوار است و نگرانی‌هایی در خصوص صید آنها به لحاظ خطر کاهش جمعیت آن وجود دارد. برخلاف بسیاری از ماهی‌های آکواریومی دیگر، این ماهی چندان شناخته‌شده نیست که در مراکز تجاری پرورش داده شود.

## پاسخ الکترومغناطیسی
گربه‌ماهی شیشه‌ای به دلیل وجود پروتئینی که توسط ژن ادراکی الکترومغناطیسی (EPG) کدگذاری شده است، به میدان‌های الکترومغناطیسی واکنش نشان می‌دهد.